# Sriwijaya Air

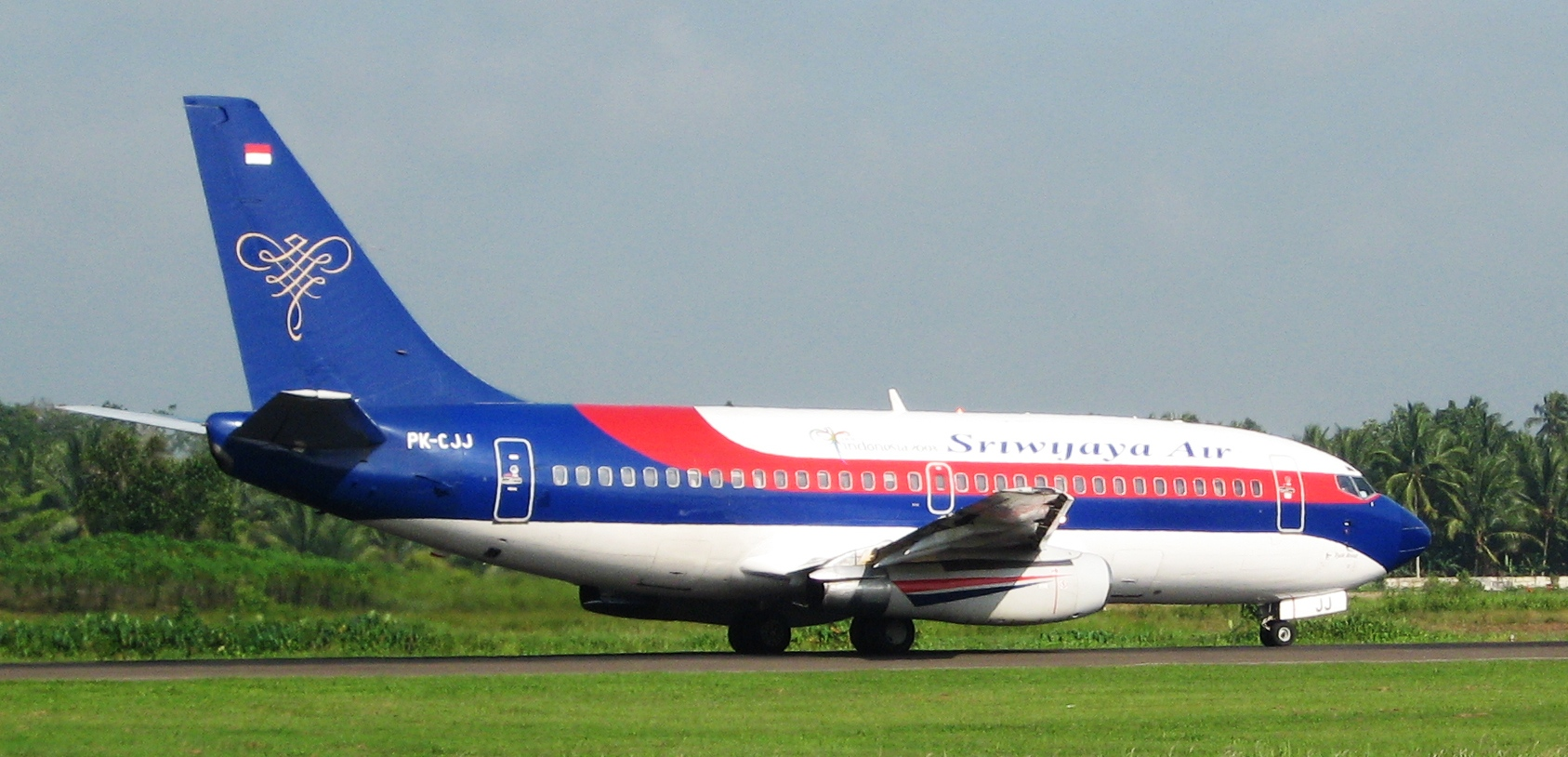
Boeing 737-200 авиакомпании Sriwijaya Air в аэропорту Supadio, Понтианак, Индонезия

Sriwijaya Air — индонезийская авиакомпания со штаб-квартирой в Тангеранге, работающая в сфере регулярных пассажирских перевозок между аэропортами внутри страны и за её пределами. Является третьим по величине авиаперевозчиком в стране.

## История
Авиакомпания была основана в 2003 году. 28 апреля она получил свою коммерческую лицензию, а сертификат эксплуатанта воздушного судна был выдан 28 октября. Авиакомпания осуществляет свою деятельность с 10 ноября 2003 года. Первоначально были запущены полёты между Джакартой и Пангкал-Пинангом, потом были запущены маршруты Джакарта — Понтианак и Джакарта — Палембанг.
В 2007 году Sriwijaya Air получила международную премию Boeing за безопасность и техническое обслуживание воздушных судов. В том же году Sriwijaya Air получила премию Aviation Customer Partnership Award от Pertamina. В 2008 году компания Sriwijaya Air была удостоена премии Markplus & Co., что свидетельствует о высокой общественной оценке услуг, предоставляемых компанией Sriwijaya Air. В августе 2015 года Sriwijaya Air также получила сертификат BARS (Basic Aviation Risk Standard), выданный Фондом безопасности полётов.
В 2011 году авиакомпания начала сдавать в лизинг 12 подержанных самолётов Boeing 737-500 общей стоимостью $ 84 млн для замены устаревших самолётов Boeing 737-200, поставки которых осуществлялись в период с апреля по декабрь 2011 года.
В 2013 году некоторые пункты назначения, такие как Паланкарая, Банда-Ачех и Бандунг, были закрыты по коммерческим причинам.
Некоторые ранее закрытые маршруты были открыты снова в 2015 году. С 4 июля 2007 по 14 июня 2018 года авиакомпания находилась в списке авиакомпаний с запретом на полёты в страны Евросоюза.

## Флот

### В эксплуатации
| Самолёт          | Количество | Примечания |
| ---------------- | ---------- | ---------- |
| Boeing 737-500   | 5          | [ 5 ]      |
| Boeing 737-800   | 11         | [ 5 ]      |
| Boeing 737-900ER | 2          | [ 5 ]      |

### Выведены из эксплуатации
| Самолёт        | Количество | Вошли в эксплуатацию | Вышли из эксплуатации | Примечания |
| -------------- | ---------- | -------------------- | --------------------- | ---------- |
| Boeing 737-200 | 16         | 2003                 | 2013                  | [ 5 ]      |
| Boeing 737-300 | 13         | 2007                 | 2019                  | [ 5 ]      |
| Boeing 737-400 | 7          | 2008                 | 2016                  | [ 5 ]      |

## Авиапроисшествия
- 27 августа 2008 года Boeing 737-200 (PK-CJG) выкатился за пределы ВПП в Джамби, Суматра. Пострадали 26 человек. На земле погиб фермер, в чью хижину врезался самолёт, ещё 2 пострадали[4].

- 20 декабря 2011 года Boeing 737-300 (PK-CKM) при сильном ветре выкатился за пределы ВПП в Джокьякарте, Индонезия. Самолёт получил серьёзные повреждения и был списан. Пострадали 2 пассажира[4].
- 1 июня 2012 года Boeing 737-400 (PK-CJV), в сложных метеоусловиях приземлился мимо ВПП в Понтианаке, сломал шасси и получил значительные повреждения. Никто не пострадал, аэропорт был временно закрыт[4].
- 9 января 2021 года недалеко от Джакарты разбился Boeing 737-500. Лайнер рухнул в Яванское море через 4 минуты после взлёта из-за возможного попадания в турбулентность. На борту было 62 человека. Выживших не обнаружено[4].